# دريفتمارك
«دريفتمارك» (بالإنجليزية: Driftmark) هي الحلقة السابعة من الموسم الأول لمسلسل إتش بي أو الدرامي الفنتازي التلفزيوني آل التنين. كتب الحلقة كيفن لاو، وأخرجها ميغيل سابوجنيك. تم بثها لأول مرة في 2 أكتوبر 2022.
تمثل الحلقة الظهور الأخير لتاي تينانت وإيفي ألين وليو أشتون وليو هارت وهارفي سادلر وشاني سميثورست وإيفا أوسي جيرنينج الذين يصورون النسخ الصغيرة من إيغون وهيلينا وإيموند وجاكيرس ولوسيريس وبايلا وراينا، على التوالي، بسبب القفزة الزمنية بين هذه الحلقة والحلقة التالية، حيث سيتم تصوير نسخ الكبار من الشخصيات السبعة من قبل توم غلين كارني، وفييا سابان، وإيوان ميتشل، وهاري كوليت، وإليوت جريهولت، وبيتاني أنطونيا، وفيبي كامبل.
لقد تلقت مراجعات نقدية إيجابية للغاية، مع توجيه الثناء نحو إخراج سابوجنيك في مشهد الجنازة الافتتاحي، وحصول إيموند فيغار والقتال بين إيموند و وجاكيرس، ولوسيريس، وبايلا، وراينا، وتطور الحبكة الختامية، وأداءات طاقم التمثيل (خاصةً أوليفيا كوك). ومع ذلك، كان هناك بعض الانتقادات على الظلام أثناء المشاهد الليلية.

## الحبكة
في دريفتمارك، يحضر الملك فيسيريس (بادي كونسيدين) ومحكمته جنازة السيدة لينا (نانا بلونديل)، التي دُفنت في البحر. أثناء وجوده هناك، كان حزن رينيرا (إيما دارسي) السري على وفاة سير هاروين (ريان كور)، سبب لم شملها مع ديمون (مات سميث). تم لم شمل ديمون و فيسيريس أيضًا، على الرغم من رفض ديمون طلب شقيقه وضع خلافاتهم وراءهم والعودة إلى كينغز لاندينغ.
خلال الليل، تلتقي رينيرا و ديمون على الشاطئ وهما حميمان جسديًا. الأمير إيموند (ليو أشتون) يتسلل ويحصل على تنينة لينور فيغار، وكاد يسقط أثناء ركوبها. عندما يعود إيموند، يواجهه أبناء عمومته وأبناء أخيه بغضب، مع ابنة لاينا، راينا (إيفا أوسي-جيرنينج)، بحجة أن فيغار، بموجب الحقوق، يجب أن تكون لها. أدت المشاجرة الناتجة إلى قيام لوسيريس (هارفي سادلر) بقطع عين إيموند اليسرى بسكين فاليري فولاذي. يتم إحضار جميع النسل الملكي أمام الملك فيسيريس. يعتبر أن المسألة قد تمت تسويتها عندما يقول إيموند إن الحصول على التنين كان يستحق فقد عينه. ورغم ذلك، الملكة أليسينت (أوليفيا لوكاردي)، تريد اقتلاع عين لوسيريز كعقاب. عندما يرفض فيسيريس، تُمسك أليسنت المضطربة بالسكين لمهاجمة لوسيريس. أوقفتها رينيرا، لكن أليسنت أصابت ذراع الأميرة بجروح خطيرة. بعد الادعاءات بأن أطفال رينيرا هم أولاد غير شرعيين، قرر فيسيريس أن أي شخص يشكك في شرعية أحفاده سيقطع لسانه.
معاون الملك المعاد تعيينه، أوتو هايتور (ريس ايفانز) منبهر بقوة شخصية أليسينت المعروضة حديثًا. يقول بشكل خاص إنهما سينتصران قريبًا، بينما يتفق ديمون ورينيرا على التوحد ضد الملكة وأنصارها. تريد رينيرا الزواج من ديمون، والذي يقول إنه الزواج مستحيل بينما لاينور (جون ماكميلان) على قيد الحياة. يقترب ديمون لاحقًا من حبيب لينور سير كارل كوري (أرتي فروشان) باقتراح. بعد فترة وجيزة، قُتل لينور على ما يبدو في قتال مع كارل داخل قلعة فيلاريون. تعتقد الأميرة رينيس (إيف بيست) و اللورد كورليس (ستيف توسان) أن الجثة المتفحمة الموجودة في المدفأة الكبيرة هي للينور. في هذه الأثناء، تزوج ديمون و رينيرا في التقليد الفاليري القديم لمواصلة سلالة تارجارين النقية، مع حضور أطفالهما الحفل الخاص. بعد أن زيف لينور موته وحلق رأسه الآن، هرب سراً من دريفتمارك مع كارل.

## الاستقبال

### الاستقبال النقدي
تلقت حلقة «دريفتمارك» تقييمات إيجابية للغاية. في مجمع التعليقات روتن توميتوز، حصلت الحلقة على نسبة موافقة بلغت 95% بناءً على 19 مراجعة، بمتوسط تقييم 7.7/10.

## وصلات خارجية
- «دريفتمارك» نسخة محفوظة 4 أكتوبر 2022 على موقع واي باك مشين. على إتش بي أو (بالإنجليزية)
- «دريفتمارك» على قاعدة بيانات الأفلام على الإنترنت (بالإنجليزية)